# Église Saint-Jean-Bosco de Dijon
Pour les articles homonymes, voir Église Saint-Jean-Bosco et Don Bosco (homonymie).
L’église Saint-Jean-Bosco est située 5, rue Charles-Mocquery, dans le nord-est de la ville de Dijon, dans le département français de la Côte-d'Or, en Bourgogne-Franche-Comté. Elle dépend de la paroisse du Sacré-Cœur - Saint-Jean-Bosco.
Cette église est placée sous l’invocation de Jean Bosco (1815-1888) canonisé sous le nom de saint Jean Bosco, un prêtre italien (souvent appelé « Don Bosco » selon l’usage de ce pays) qui se consacra aux jeunes, aux orphelins.

## Historique
Une première chapelle en bois est construite en 1951 dans le quartier récent des Varennes, avec le concours des habitants et de séminaristes.
La chapelle actuelle, en pierres, est édifiée en 1960 par le père Tattevin, qui offre une statue de saint Jean Bosco provenant de l'église paroissiale du Sacré-Cœur. Elle est consacrée le 29 janvier 1962. Les vitraux sont ajoutés la même année.

## Description de l’édifice
D’architecture moderne, l’église possède une large nef unique, et une tribune. Elle a une capacité de 400 personnes. Elle est pourvue d'une crypte et d'un baptistère extérieur.
Son clocher n'a pas de cloche, il diffuse le son provenant de quatre haut-parleurs. Le 9 mars 2012, il accueille quatre émetteurs de l'opérateur de téléphonie mobile Free, émettant à 19 mètres de hauteur respectivement sur 900, 945, 1 955 et 2 145 Mhz. Cette installation est dénoncée par des associations de quartier, qui y voient un risque en particulier pour une crèche proche, et qui demandent des explications à la ville et à l'archevêché.

## Église paroissiale
D'abord rattachée à la paroisse du Sacré-Cœur, cette chapelle est ensuite rattachée à la paroisse Saint-Joseph. Puis elle est érigée en église paroissiale. Son premier curé est le père Gilles. Actuellement (2018) elle est de nouveau rattachée à la paroisse Sacré-Cœur saint Jean Bosco. La messe y est célébrée chaque dimanche à 11 heures sauf pendant l'été où les dates de célébrations peuvent varier.
En 2007, le diocèse est réorganisé en 61 paroisses réparties en 11 doyennés. L'église devient dès lors l'un des trois lieux de culte de la paroisse « Sacré-Cœur - Saint-Jean-Bosco » au sein du doyenné « Nord-Est de Dijon »,

## Photographies

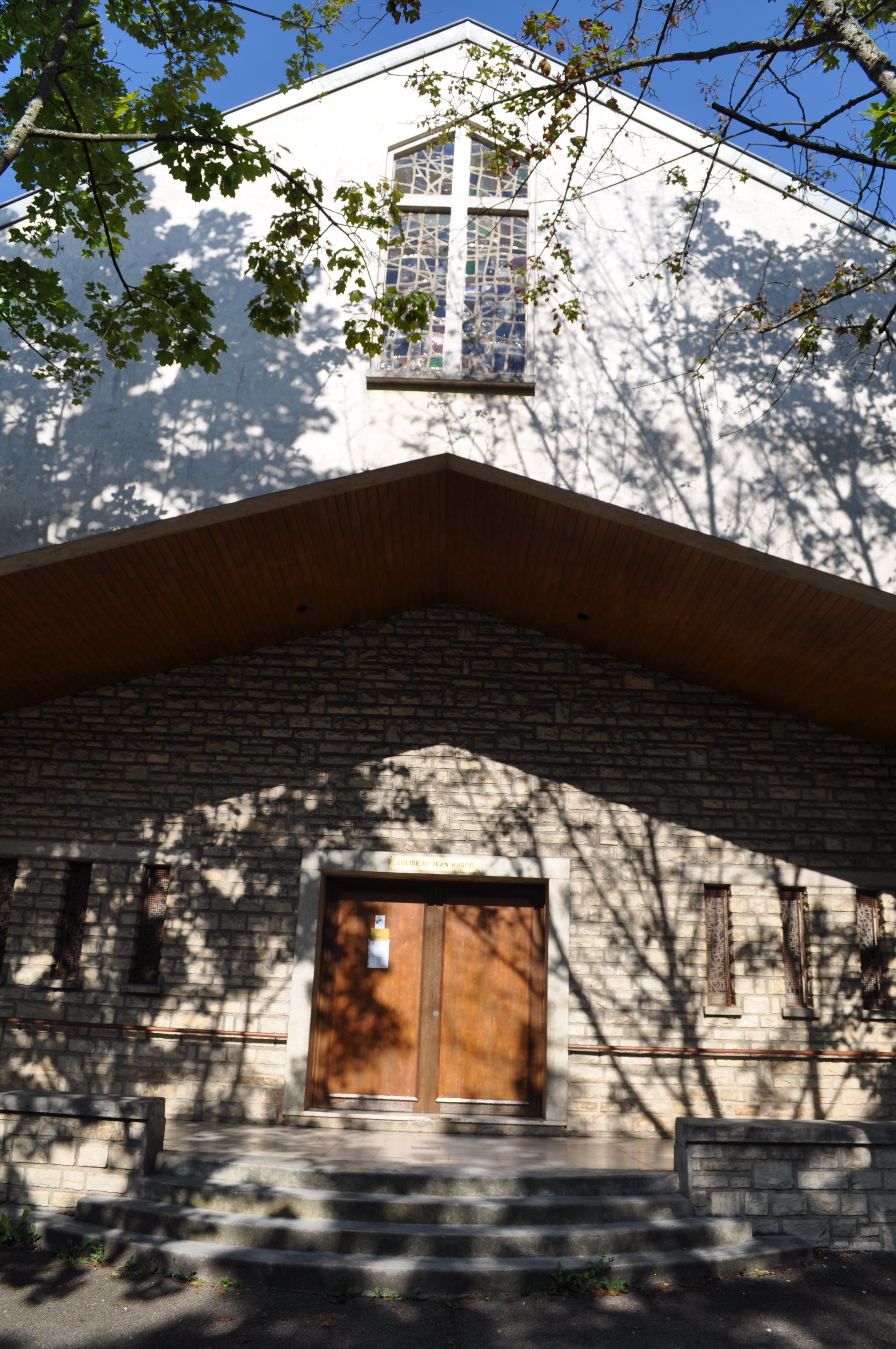
Entrée de l'église
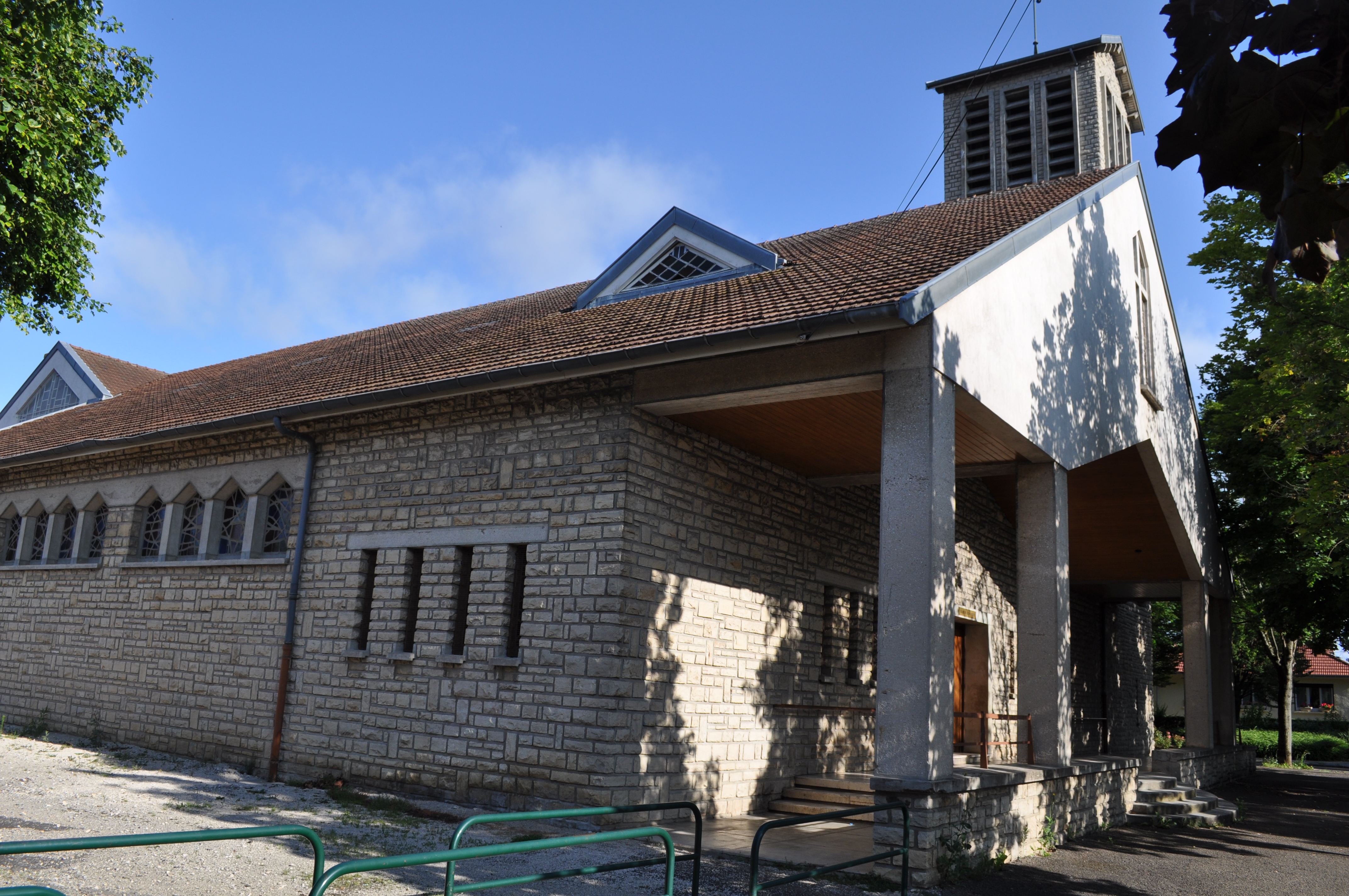
Vue extérieure
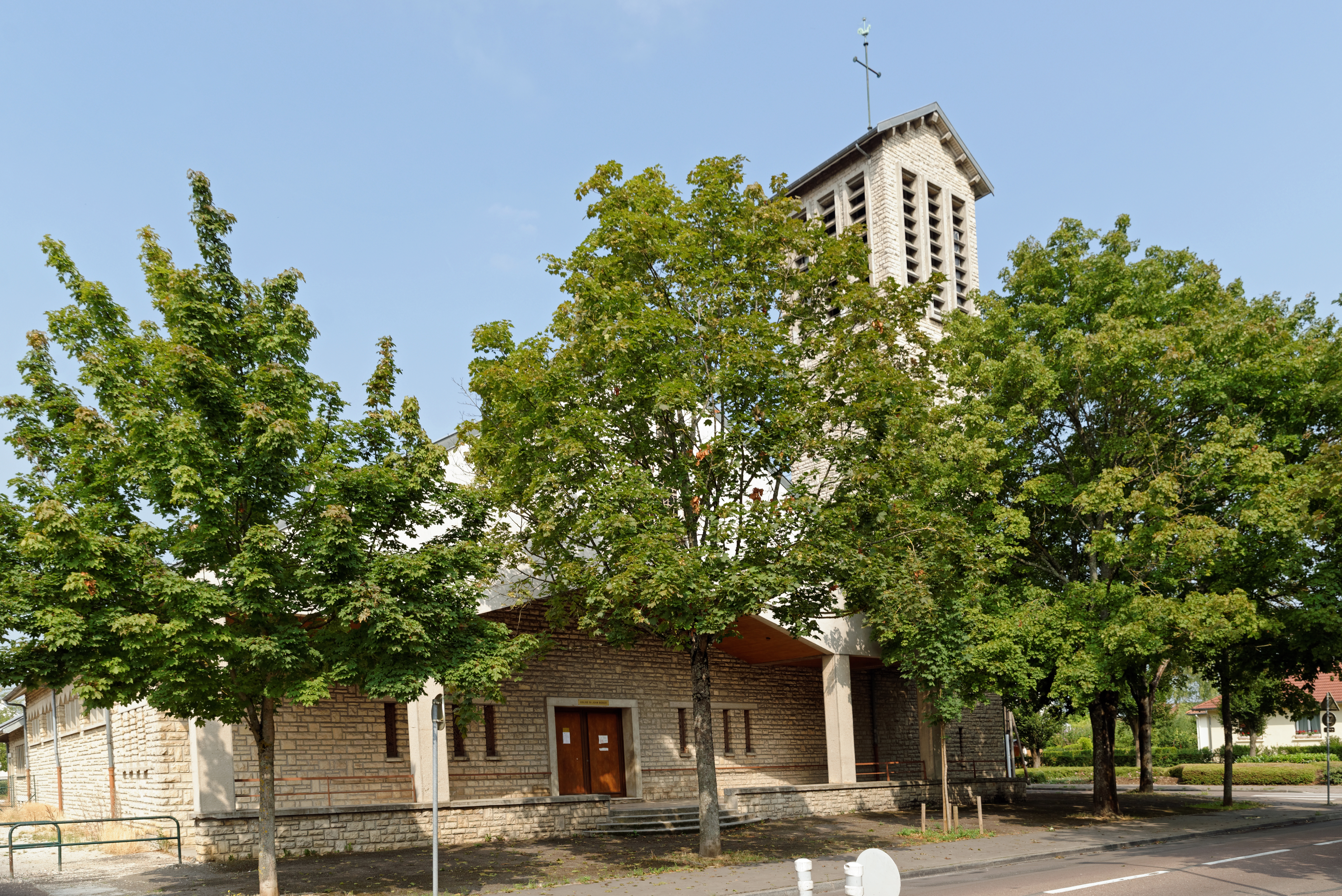
Vue de face
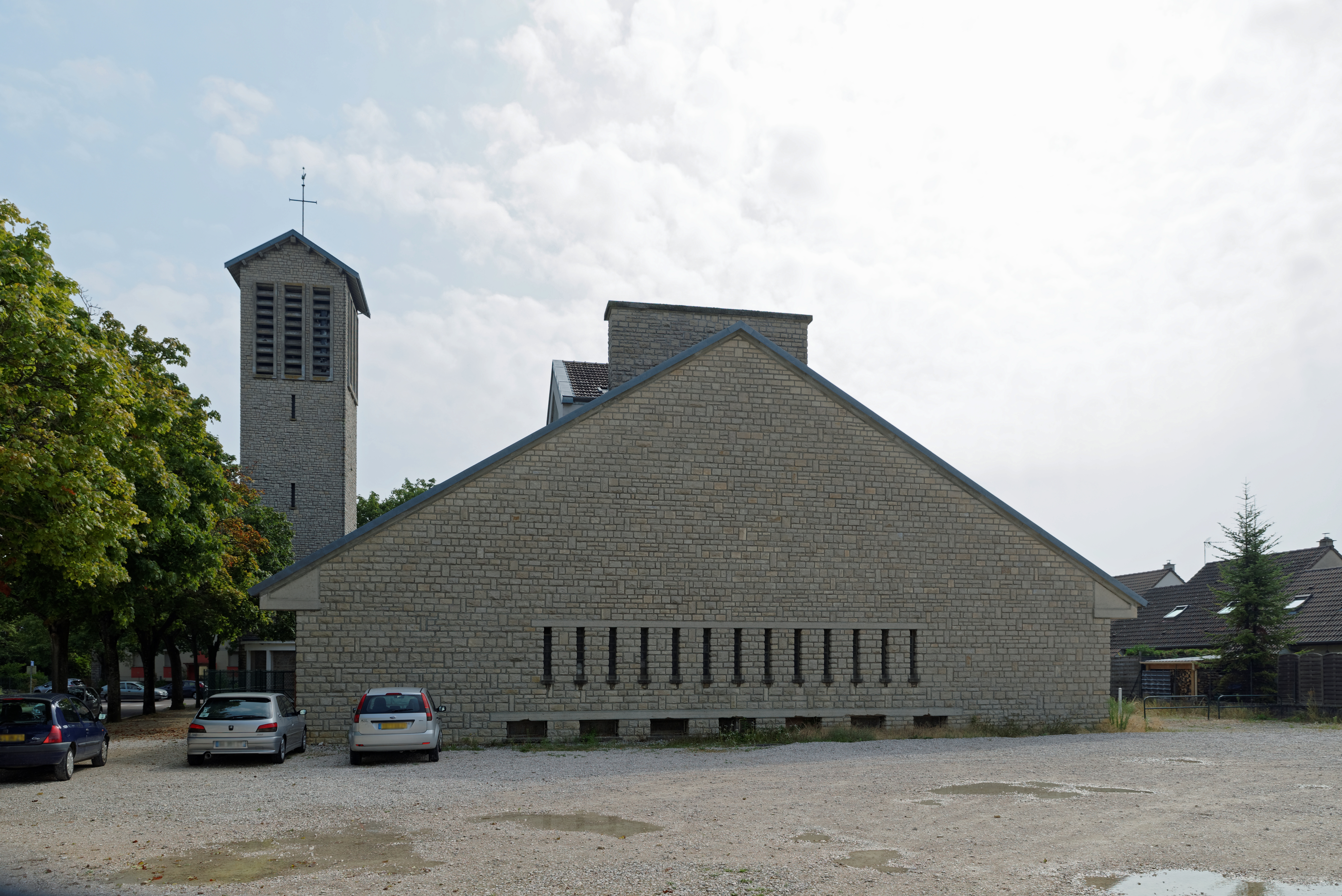
Vue de derrière
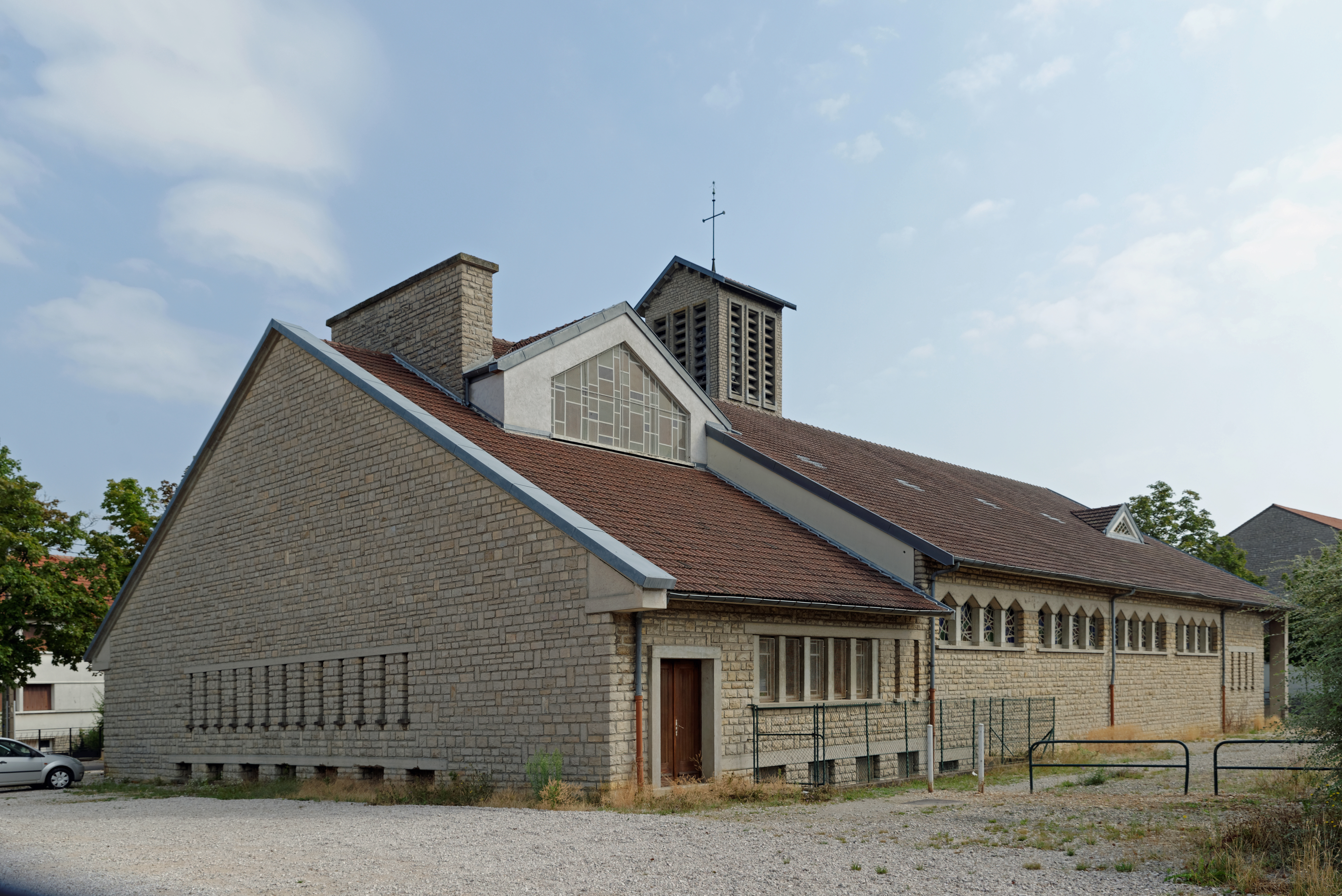
Vue de côté